# Бреквелл, Джон
Джон Валентайн Бреквелл (1917 год – 16 апреля 1991 года) — известный специалист по теории управления,  профессор астронавтики в Стэнфордском университете. Известен своим вкладом в теоретические и прикладные методы механики космического полёта, открытием методов оптимизации траекторий. В 1981 году Дж.В.Бреквелл был избран членом Национальной инженерной академии. В 1983 году он стал лауреатом премии Ричарда Э. Беллмана.

## Некоторые публикации
- Breakwell, J.V., Brown, J.V. The ‘Halo’ family of 3-dimensional periodic orbits in the Earth-Moon restricted 3-body problem // Celestial Mechanics 20, 389–404 (1979). https://doi.org/10.1007/BF01230405
- John V. Breakwell, Jason L. Speyer, and Arthur E. Bryson Optimization and Control of Nonlinear Systems Using the Second Variation // Journal of the Society for Industrial and Applied Mathematics. Series A Control. Vol. 1, Iss. 2 (1963) https://doi.org/10.1137/0301011
- John V. Breakwell The Optimization of Trajectories // Journal of the Society for Industrial and Applied MathematicsVol. 7, Iss. 2 (1959) https://doi.org/10.1137/0107018
- Breakwell, J.V., Kamel, A.A. & Ratner, M.J. Station-keeping for a translunar communication station. Celestial Mechanics 10, 357–373 (1974). https://doi.org/10.1007/BF01586864
- Howell, K.C., Breakwell, J.V. Almost rectilinear halo orbits. Celestial Mechanics 32, 29–52 (1984). https://doi.org/10.1007/BF01358402